# 1994-es Formula–1 spanyol nagydíj
A spanyol nagydíj volt az 1994-es Formula–1 világbajnokság ötödik futama.

## Futam
Barcelonában Andrea Montermini túlélt egy súlyos balesetet azzal az autóval, amelyet Ratzenberger vezetett volna, ha nem hal meg Imolában. A Nemzetközi Automobil Szövetség elnöke, Max Mosley sok új biztonsági intézkedést vezetett be ezek után. A Williamsnél David Coulthard kapta meg a 2-es rajtszámú autót. Bár Schumacher indult az élről (Hill és Häkkinen előtt), a verseny nagy részét az ötödik sebességi fokozatba ragadt autóval kellett megtennie. Hill a Williams első szezonbéli győzelmét szerezte, míg Schumacher a súlyos probléma ellenére is második helyen ért célba Mark Blundell Tyrrellje előtt.
| Helyezés | #  | Versenyző             | Csapat/Motor      | Futott körök | Idő/Kiesés oka    | Rajthely | Pontszám |
| -------- | -- | --------------------- | ----------------- | ------------ | ----------------- | -------- | -------- |
| 1        | 0  | Damon Hill            | Williams-Renault  | 65           | 1:36:14,3         | 2        | 10       |
| 2        | 5  | Michael Schumacher    | Benetton-Ford     | 65           | +24,166           | 1        | 6        |
| 3        | 4  | Mark Blundell         | Tyrrell-Yamaha    | 65           | +1:26,969         | 11       | 4        |
| 4        | 27 | Jean Alesi            | Ferrari           | 64           | +1 kör            | 6        | 3        |
| 5        | 23 | Pierluigi Martini     | Minardi-Ford      | 64           | +1 kör            | 18       | 2        |
| 6        | 15 | Eddie Irvine          | Jordan-Hart       | 64           | +1 kör            | 13       | 1        |
| 7        | 26 | Olivier Panis         | Ligier-Renault    | 63           | +2 kör            | 19       |          |
| 8        | 25 | Éric Bernard          | Ligier-Renault    | 62           | +3 kör            | 20       |          |
| 9        | 11 | Alessandro Zanardi    | Lotus-Mugen-Honda | 62           | +3 kör            | 23       |          |
| 10       | 31 | David Brabham         | Simtek-Ford       | 61           | +4 kör            | 24       |          |
| 11       | 8  | Martin Brundle        | McLaren-Peugeot   | 59           | Erőátvitel        | 8        |          |
| Kiesett  | 6  | Jyrki Järvilehto      | Benetton-Ford     | 53           | Motorhiba         | 4        |          |
| Kiesett  | 7  | Mika Häkkinen         | McLaren-Peugeot   | 48           | Motorhiba         | 3        |          |
| Kiesett  | 12 | Johnny Herbert        | Lotus-Mugen-Honda | 41           | Kicsúszás         | 22       |          |
| Kiesett  | 14 | Rubens Barrichello    | Jordan-Hart       | 39           | Kicsúszás         | 5        |          |
| Kiesett  | 9  | Christian Fittipaldi  | Footwork-Ford     | 35           | Motorhiba         | 21       |          |
| Kiesett  | 2  | David Coulthard       | Williams-Renault  | 32           | Elektronika       | 9        |          |
| Kiesett  | 34 | Bertrand Gachot       | Pacific-Ilmor     | 32           | Szárnytörés       | 25       |          |
| Kiesett  | 28 | Gerhard Berger        | Ferrari           | 27           | Váltó             | 7        |          |
| Kiesett  | 10 | Gianni Morbidelli     | Footwork-Ford     | 24           | Üzemanyagrendszer | 15       |          |
| Kiesett  | 30 | Heinz-Harald Frentzen | Sauber-Mercedes   | 21           | Váltó             | 12       |          |
| Kiesett  | 20 | Éric Comas            | Larrousse-Ford    | 19           | Hűtő              | 16       |          |
| Kiesett  | 3  | Katajama Ukjó         | Tyrrell-Yamaha    | 16           | Motorhiba         | 10       |          |
| Kiesett  | 24 | Michele Alboreto      | Minardi-Ford      | 4            | Motorhiba         | 14       |          |
| Kiesett  | 33 | Paul Belmondo         | Pacific-Ilmor     | 2            | Kicsúszás         | 26       |          |
| Kiesett  | 19 | Olivier Beretta       | Larrousse-Ford    | 0            | Motorhiba         | 17       |          |
| NK       | 32 | Andrea Montermini     | Simtek-Ford       |              |                   |          |          |

## A világbajnokság élmezőnyének állása a verseny után
| H  | Versenyzők         | Pont | H  | Konstruktőrök    | Pont |
| -- | ------------------ | ---- | -- | ---------------- | ---- |
| 1. | Michael Schumacher | 46   | 1. | Benetton-Ford    | 46   |
| 2. | Damon Hill         | 17   | 2. | Ferrari          | 25   |
| 3. | Gerhard Berger     | 10   | 3. | Williams-Renault | 17   |
| 4. | Jean Alesi         | 9    | 4. | Jordan-Hart      | 11   |
| 5. | Rubens Barrichello | 7    | 5. | McLaren-Peugeot  | 10   |

## Statisztikák
Vezető helyen:
- Michael Schumacher: 27 (1-22 / 41-45)
- Mika Häkkinen: 8 (23-30)
- Damon Hill: 30 (31-40 / 46-65)

Damon Hill 4. győzelme, Michael Schumacher 2. pole-pozíciója, 11. leggyorsabb köre.
- Williams 72. győzelme.

David Coulthard első versenye.